# James Fisher Robinson
James Fisher Robinson (Condado de Scott, 4 de outubro de 1800 – Condado de Scott, 31 de outubro de 1882) foi um político, advogado e fazendeiro dos Estados Unidos, sendo o 22º governador de Kentucky, ocupando o restante do mandato de Beriah Magoffin. Após as eleições de 1861 Magoffin tornou-se mais ineficaz, pois a oposição tinha ganhado a maioria, Magoffin concordou em renunciar, desde que ele escolhese seu sucessor.
Politicamente, Robinson pertencia a oposição tanto em assuntos como a Guerra de Secessão e abolição. Apesar de ter simpatias União, ele foi considerado um governador moderado, opostos as leis de escravidão e o alistamento de soldados negros. Como senador estadual, ele se opôs à Guerra Civil. Como governador, ele foi criticado pelo presidente Abraham Lincoln por se opor à Proclamação de Emancipação.